# Prise de Malacca
La prise de Malacca en 1511 se produit lorsque le gouverneur de l'Inde portugaise Afonso de Albuquerque conquiert la ville de Malacca en 1511.

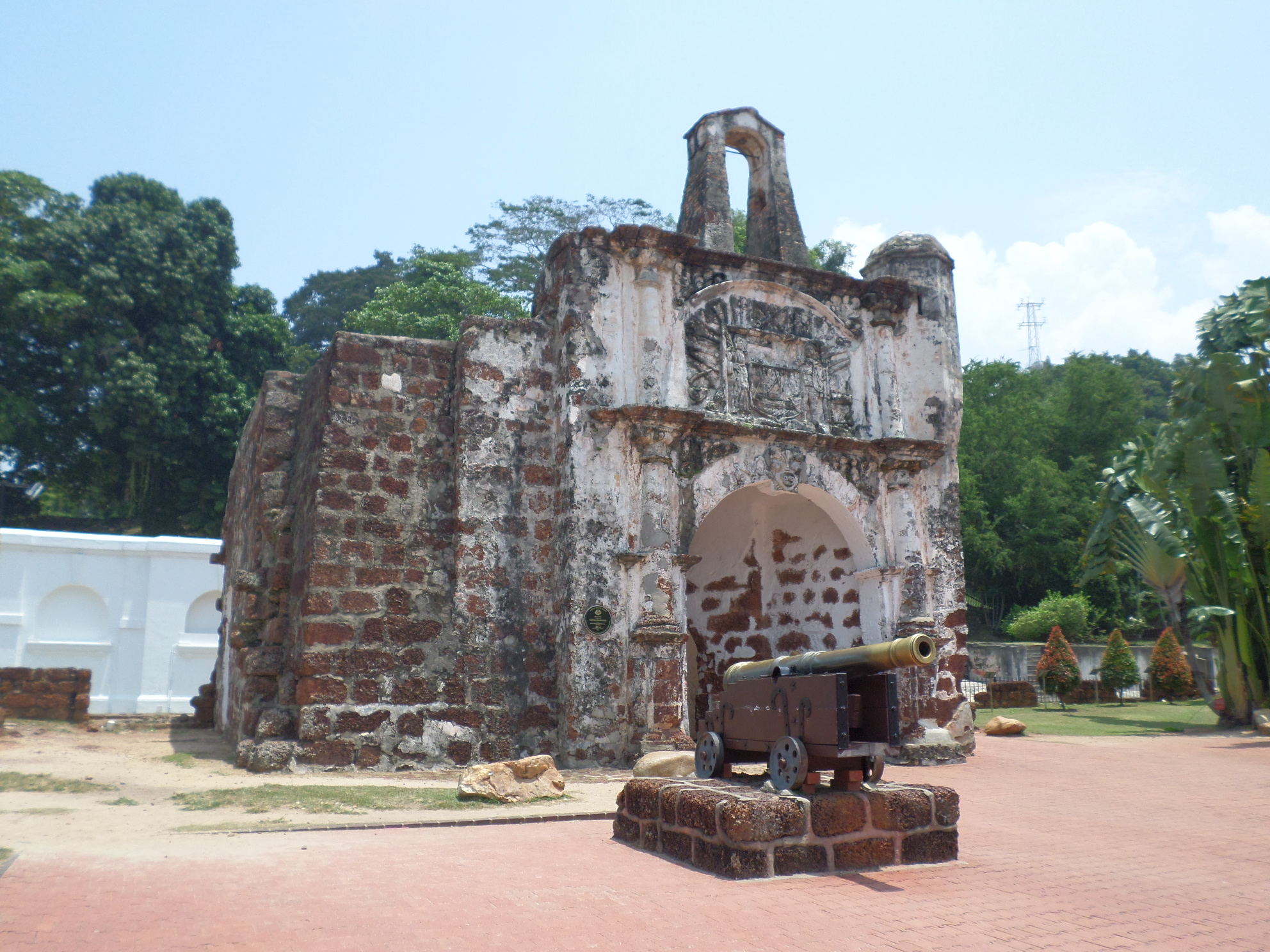
La porte restante de la Forteresse de Malacca, Porta do Santiago

La ville portuaire de Malacca contrôlait l'étroit et stratégique détroit de Malacca, à travers lequel tout le commerce maritime entre la Chine et l'Inde était concentré. La prise de Malacca est le résultat d'un plan du roi Manuel Ier du Portugal, qui depuis 1505 avait l'intention de battre la Castille en Extrême-Orient, et le propre projet d'Albuquerque d'établir des fondations solides pour l'Inde portugaise, aux côtés d'Ormuz, Goa et Aden, pour finalement contrôler le commerce et contrecarrer la navigation musulmane dans l'océan Indien.
Parti de Cochin en avril 1511, l'expédition n'aurait pu faire demi-tour à cause des vents contraires de mousson. Si l'entreprise avait échoué, les Portugais ne pouvaient espérer de renforts et n'auraient pas pu regagner leurs bases en Inde. Ce fut la conquête territoriale la plus lointaine de l'histoire de l'humanité jusque-là.

## Contexte
Les premières références portugaises à Malacca apparaissent après le retour de Vasco de Gama de son expédition à Calicut qui a ouvert une route directe vers l'Inde autour du cap de Bonne-Espérance. Elle a été décrite comme une ville située à 40 jours de voyage de l'Inde, où l'on vendait du girofle, de la noix de muscade, de la porcelaine et de la soie, et était censée être gouvernée par un souverain qui pouvait rassembler 10 000 hommes pour la guerre et qui était chrétien. Depuis lors, le roi Manuel avait montré un intérêt à prendre contact avec Malacca, estimant qu'elle se trouvait à, ou du moins près de, l'antiméridien du Tordesillas. En 1505, Francisco de Almeida fut envoyé par le roi Manuel Ier de Portugal en tant que premier vice-roi de l'Inde portugaise, chargé, entre autres, de découvrir son emplacement précis.
Francisco de Almeida, cependant, incapable de consacrer des ressources à l'entreprise, n'envoya que deux envoyés portugais infiltrés en août 1506, Francisco Pereira et Estevão de Vilhena, à bord d'un navire marchand musulman. La mission a été interrompue une fois qu'ils ont été détectés et ont failli être lynchés sur la côte de Coromandel, revenant de peu à Cochin en novembre.

## Ville
Fondée au début du XVe siècle, par Malacca passait tout le commerce entre la Chine et l'Inde. En raison de sa position idéale, la ville abritait de nombreuses communautés de marchands, parmi lesquels des Arabes, des Perses, des Turcs, des Arméniens, des Birmanais, des Bengalis, des Siamois, des Peguans, et Luzones (habitants de l'île de Luçon), les quatre plus influents étant les musulmans Gujaratis et Javanais, les hindous de la Côte de Coromandel et les Chinois. Selon l'apothicaire portugais Tomé Pires, qui vécut à Malacca entre 1512 et 1514, pas moins de 84 dialectes étaient parlés à Malacca. L'agent Portugais Rui de Araújo a déclaré qu'il y avait 10 000 maisons. Alors qu'Albuquerque estimait une population de 100 000 habitants, les estimations modernes placent la population de la ville à environ 40 000.
La ville était cependant construite sur des terres marécageuses et entourée d'une forêt tropicale inhospitalière, et avait besoin d'importer tout pour sa subsistance, comme le riz vital, fourni par les Javanais. Pour approvisionner sa population, Malacca dépendait d'au moins 100 jonques qui importaient annuellement du riz de divers endroits : environ 50 à 60 jonques de Java, 30 de Siam et 20 de Pegu,. Malacca est principalement une ville commerçante sans aucun arrière-pays agricole substantiel. Comme Ma Huan l'a noté au siècle précédent : « Tout est une terre sablonneuse et salée. Le climat est chaud le jour, froid la nuit. Les champs sont infertiles et les récoltes pauvres ; (et) les gens pratiquent rarement l'agriculture » .

Malacca n'avait pas de mur à l'exception des palissades en bambou qui ont été érigées pour une défense temporaire. Ce type de ville est similaire à Johor, Brunei et Aceh. Les marchands les plus riches conservaient leurs marchandises en les stockant dans un gedong ou un entrepôt en pierre, qui est construit en partie sous le niveau du sol,. Ma Huan a écrit : 

« Chaque fois que les trésors du Moyen Empire (Chine) y sont arrivés, ils ont aussitôt érigé une ligne de palissades, comme un mur d'enceinte, et érigé des tours pour les tambours de garde à quatre portes; la nuit, ils avaient des patrouilles de police portant des cloches; à l'intérieur, encore, ils ont érigé une seconde palissade, comme un petit mur d'enceinte, (à l'intérieur de laquelle) ils ont construit des entrepôts et des greniers; (et) tout l'argent et les provisions y étaient stockés. »

Selon Brás de Albuquerque, le fils d'Afonso de Albuquerque :

« Le royaume de Malacca est confiné d'une part par le royaume de Kedah et de l'autre par le royaume de Pahang et s'étend sur 100 lieues de littoral et 10 lieues dans les terres jusqu'à une chaîne de montagnes qu'il a séparée du royaume du Siam. Toute cette terre était autrefois soumise au royaume de Siam jusqu'à environ quatre-vingt-dix ans avant (jusqu'à l'arrivée d'Afonso de Albuquerque dans ces régions) [...] »

— Brás de Albuquerque, dans Comentários do Grande Afonso de Albuquerque

## Premier contact avec les Portugais

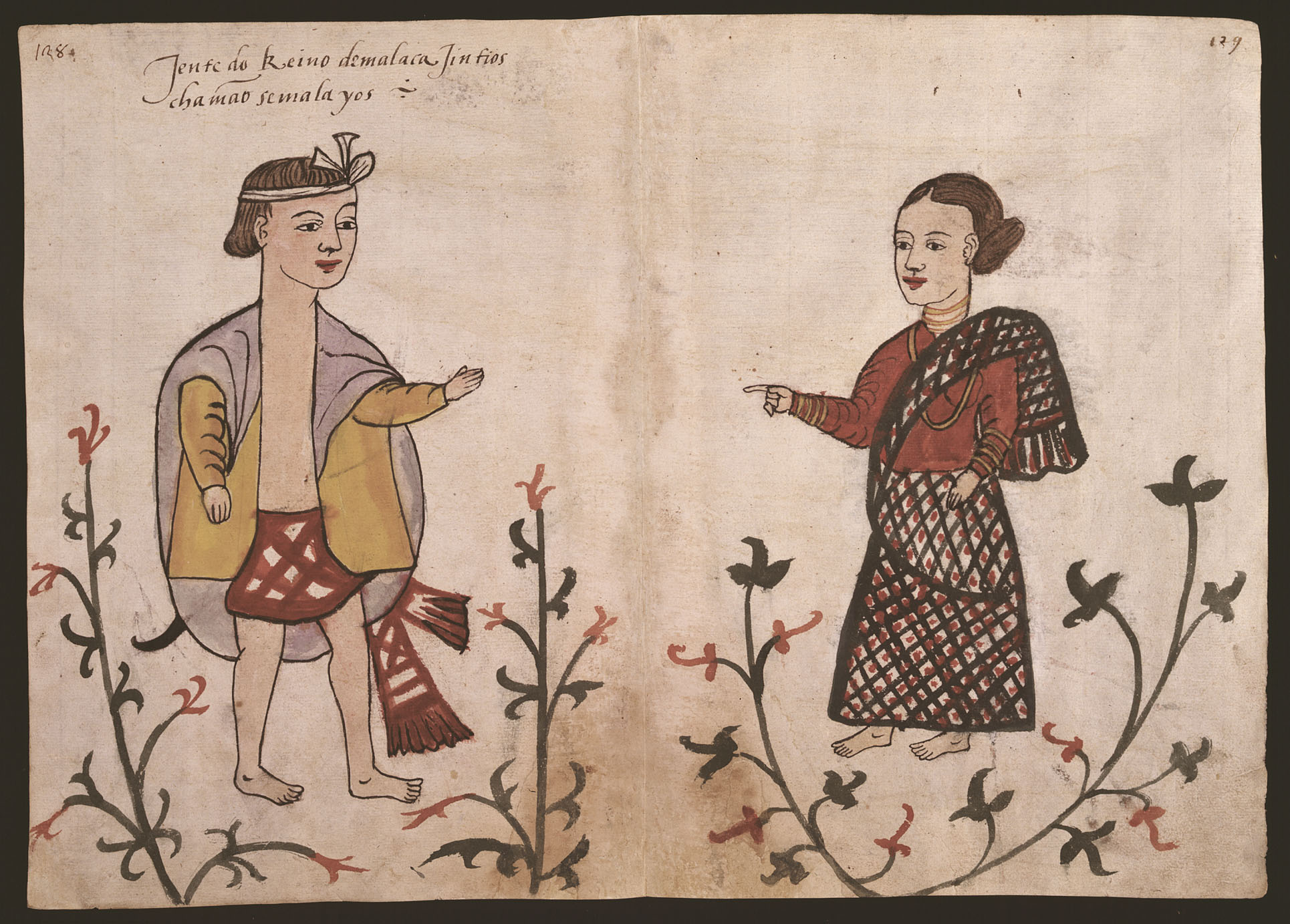
Aquarelle portugaise du peuple malais de Malacca, vers 1540, présentée dans le Códice Casanatense

Peu impressionné par le manque de résultats d'Almeida, en avril 1508, le roi Manuel envoya une flotte directement à Malacca, composée de quatre navires sous le commandement de Diogo Lopes de Sequeira, qui était également chargé de cartographier Madagascar et de rassembler informations sur les chinois. Sequeira a reçu des ordres royaux lui ordonnant spécifiquement d'obtenir l'autorisation d'ouvrir un poste de traite diplomatiquement et de commercer pacifiquement, de ne répondre à aucune provocation et de ne pas ouvrir le feu à moins que l'on ne tire dessus :

« Nous ordonnons et ordonnons que vous ne fassiez aucun dommage ou préjudice dans toutes les parties que vous atteignez, et plutôt que tous reçoivent de vous honneur, faveur, hospitalité et commerce équitable, car notre service l'exige tant en ces débuts. Et s'il se peut que quelque chose se commette contre vous dans votre entreprise, et que vous ayez le droit de faire du mal, dissimulez-le de votre mieux, en montrant que vous ne désirez que la paix et l'amitié, car nous vous l'exigeons. Cependant, si vous êtes attaqué ou trompé de telle manière qu'il puisse vous sembler qu'ils ont voulu vous faire du mal, alors vous ferez tout le mal et le mal que vous pourrez à ceux qui ont cherché à le commettre contre vous, et en aucun cas autre situation ferez-vous la guerre ou du mal. »

— Lettre du roi Manuel Ier du Portugal à Diogo Lopes de Sequeira, février 1508.
En avril 1509, la flotte se trouvait dans le Cochin et le vice-roi, Dom Francisco de Almeida, incorpora une autre caraque dans la flotte pour la renforcer. La décision n'était pas entièrement innocente, car à bord ont voyagé plusieurs partisans du rival politique d'Almeida, Afonso de Albuquerque. Parmi ses hommes d'équipage se trouvait également Fernand de Magellan.

Bannière navale portugaise du XVIe siècle siècle portant l'Ordre du Christ, Croix de l'Ordre militaire du Christ.

Pendant le voyage, il fut bien traité par les rois de Pedir et de Pasai qui lui envoyèrent des cadeaux. Sequeira a érigé des croix aux deux endroits. Il jeta l'ancre dans le port de Malacca, où il épouvanta le peuple par le tonnerre de son canon, de sorte que chacun se hâta à bord de ses navires pour tâcher de se défendre. Un bateau est venu avec un message de la ville, pour demander qui ils étaient.
L'expédition arriva à Malacca en septembre 1509 et immédiatement Sequeira chercha à contacter les marchands chinois du port. Ils l'invitèrent à bord d'une de leurs jonques de commerce et le reçurent très bien à dîner et organisèrent une rencontre avec le sultan Mahmud. Le sultan a rapidement accordé l'autorisation portugaise d'établir une feitoria et a fourni un bâtiment vacant à cette fin. Cependant, craignant la menace que les Portugais faisaient peser sur leurs intérêts, les puissantes communautés marchandes de Gujaratis musulmans et de Javanais ont convaincu le sultan Mahmud et les Bendahara de trahir et de capturer les Portugais.
Entre-temps, Sequeira était tellement convaincu de l'amabilité du sultan qu'il n'a pas tenu compte des informations que Duarte Fernandes, un nouveau chrétien qui parlait parsi, a obtenue d'un aubergiste persan sur les préparatifs en cours pour détruire la flotte, et même confirmées par les marchands chinois. Il jouait aux échecs à bord de son vaisseau amiral lorsque la flotte malaise, déguisée en marchands, tendit une embuscade aux navires portugais. Les Portugais ont repoussé toutes les tentatives d'abordage, mais face au grand nombre de navires malais et incapables de débarquer des forces pour sauver les Portugais qui étaient restés dans la feitoria, de Sequeira a pris la décision de repartir en Inde avant le début de la mousson et les a laissés complètement bloqués en Asie du Sud-Est. Avant de partir, il envoya un message au sultan et au bendahara sous la forme de deux captifs, chacun avec une flèche dans le crâne, en témoignage de ce qui leur arriverait en cas de mal aux 20 Portugais laissés pour compte, qui se sont rendus.

## Préparatifs pour la conquête

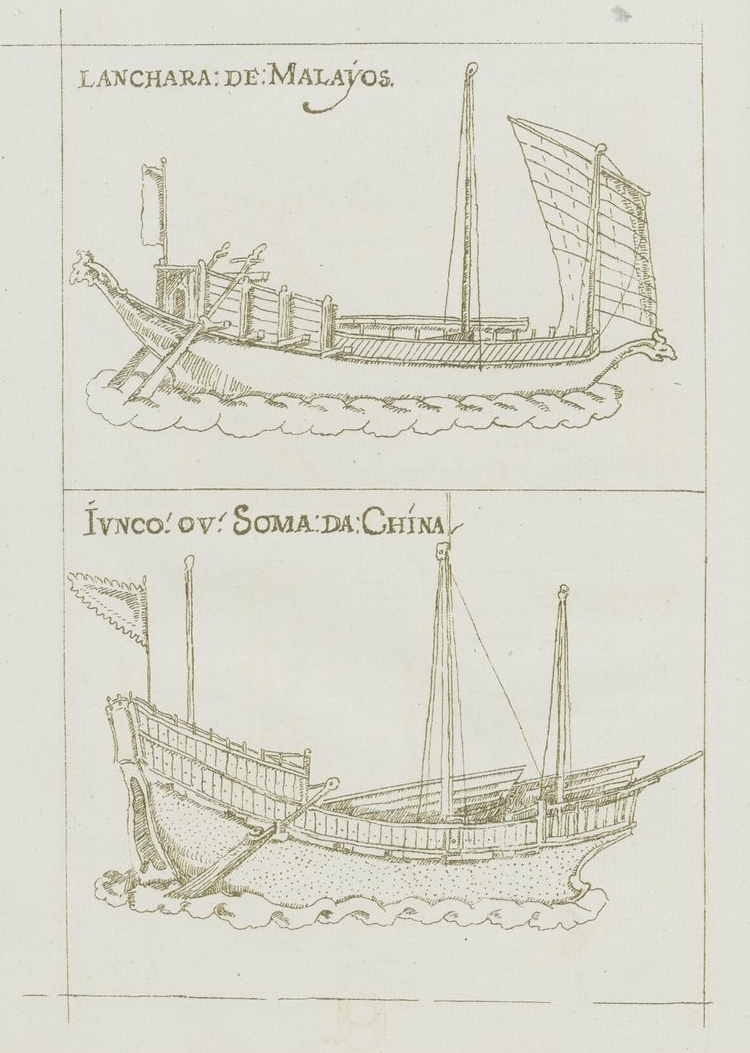
Représentation portugaise d'un Lancaran malais et jonque chinoise ou javanaise.

En atteignant Travancore en avril, Sequeira apprit qu'Afonso de Albuquerque avait succédé à Dom Francisco de Almeida en tant que gouverneur de l'Inde portugaise. Craignant les représailles d'Albuquerque pour avoir précédemment soutenu Almeida, Sequeira repart rapidement vers le Portugal.
Au même moment à Lisbonne, le roi Manuel envoya une autre flotte plus petite sous le commandement de Diogo de Vasconcelos pour commercer directement avec Malacca, en partant du principe que de Sequeira avait réussi à établir des liens commerciaux avec la ville. Vasconcelos est arrivé à l'île Anjidiv en août 1510 où il a trouvé le gouverneur Afonso de Albuquerque, reposant ses troupes après avoir échoué à capturer Goa quelques mois auparavant, et a révélé ses intentions de naviguer immédiatement vers Malacca. Albuquerque avait entre-temps reçu des messages des captifs de Malacca, écrits par le facteur Rui de Araújo, et envoyés par des envoyés du marchand le plus puissant de Malacca, une hindoue nommée Nina Chatu qui intercéda pour les Portugais. Araújo a détaillé la force militaire du sultan, l'importance stratégique de Malacca ainsi que leur atroce captivité. Par conséquent, Albuquerque était pleinement conscient que Vasconcelos se rendait à Malacca avec une force aussi maigre était un suicide, et a réussi à le convaincre de l'aider, à contrecœur, dans capturer Goa plus tard cette année-là à la place.
Avec Goa fermement entre les mains des Portugais en décembre, Vasconcelos a insisté pour qu'il soit autorisé à se rendre à Malacca, ce qui a été refusé. Vasconcelos s'est mutiné et a tenté de mettre les voiles contre les ordres du gouverneur, pour lesquels il a été emprisonné et ses pilotes pendus. Albuquerque a pris le commandement direct de l'expédition et en avril a quitté Cochin avec 1 000 hommes et 18 navires.

### Traversée de l'Océan Indien
Lors du passage vers l'Asie du Sud-Est, l'armada perdit une galère et une vieille caraque. À Sumatra, la flotte a sauvé neuf prisonniers portugais qui avaient réussi à s'échapper vers le royaume de Pedir ; ils ont informé Albuquerque que la ville était divisée en interne et que le Bendahara (trésorier) avait été récemment assassiné. Là, ils ont également intercepté plusieurs navires de commerce du Sultanat du Gujarat, un ennemi des Portugais.
En passant par Pacem (Sultanat de Pasai) les Portugais croisent deux jonques, l'une de Coromandel, qui est capturée immédiatement, et l'autre de Java qui pesait environ 600 tonnes. C'est une très grande jonque, plus grand en fait que même leur vaisseau amiral, le Flor do Mar. Les Portugais lui ont ordonné de s'arrêter mais il a rapidement ouvert le feu sur la flotte, après quoi les Portugais ont rapidement emboîté le pas. Ils réalisèrent cependant que leurs bombardements étaient pour la plupart inefficaces : leurs boulets de canon rebondissaient sur la coque de la jonque. Après deux jours de bombardements continus, la jonque voit ses mâts abattus, son pont brûlé, 40 de ses 300 hommes d'équipage tués et ses deux gouvernails détruits, ce qui l'oblige à se rendre. Une fois à bord, les Portugais trouvèrent le roi de Pasai, dont Albuquerque espérait qu'il deviendrait un vassal pour le commerce, (pp62–64).

### Préparations Malacca

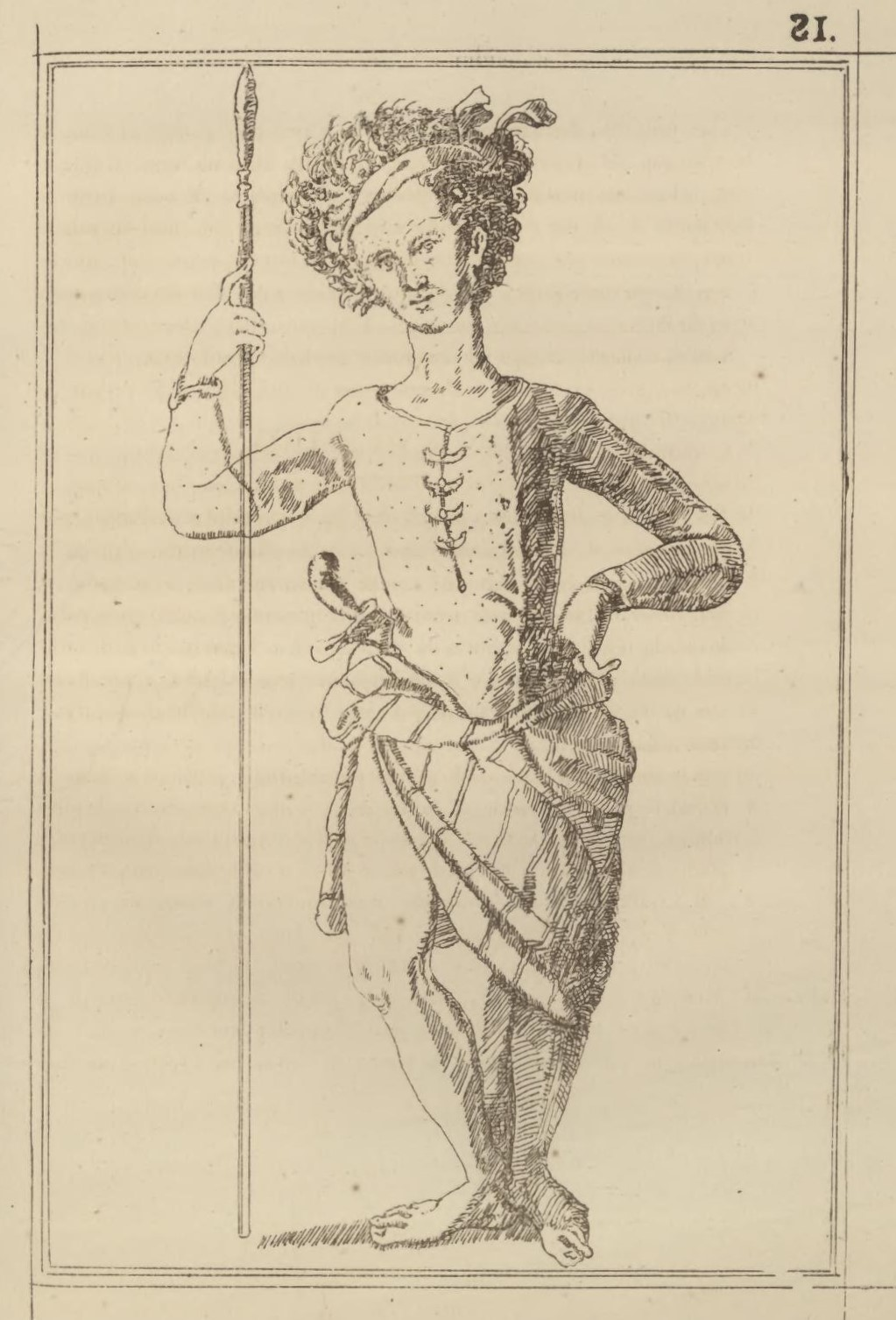
Un soldat malais armé d'une lance et d'un keris.

À l'époque, le sultanat de Malacca couvrait toute la péninsule malaise et une grande partie du nord de Sumatra. Toutes les possessions du sultan semblent avoir obéi, à leur capacité, à son appel à la guerre. Palembang, Indragiri, Menangkabau et Pahang sont tous enregistrés comme ayant envoyé des troupes, et peut-être que d'autres territoires l'ont fait également; le seul État renégat enregistré était Kampar, qui a fourni aux Portugais une base locale. Le sultan a également recruté des milliers de mercenaires de Java, qui ont été payés début août et ont reçu trois mois de salaire à l'avance, et a embauché 3 000 mercenaires turcs et iraniens. Enfin, il a assemblé un arsenal de 8 000 armes à poudre, y compris des canons. La plupart d'entre eux étaient des fusils lantaka ou cetbang tirant des coups de 1/4 à 1/2 livre (ils comprenaient également de nombreux mousquets lourds importés de Java),:96. Au total, les forces du sultan comptaient, selon les marchands chinois qui ont divulgué des informations aux Portugais, 20 000 combattants. Ils avaient été rassemblés à l'origine pour faire campagne contre le principal ennemi de Malacca à Sumatra, le Royaume d'Aru.
Bien qu'ils aient beaucoup d'artillerie et d'armes à feu, les armes étaient principalement achetées aux Javanais et aux Gujarati, où les Javanais et les Gujarati étaient les opérateurs des armes. Au début du XVIe siècle, avant l'arrivée des Portugais, les Malais manquaient d'armes à feu. La chronique malaise, Sejarah Melayu, mentionne qu'en 1509, ils ne comprennent pas « pourquoi les balles tuent », indiquant leur méconnaissance de l'utilisation des armes à feu au combat, sinon lors de cérémonies. Comme enregistré dans Sejarah Melayu :

« Après (les Portugais) sont venus à Malacca, puis se sont rencontrés, ils ont tiré sur (la ville) avec des canons. Alors tous les habitants de Malacca ont été surpris, choqués d'entendre le bruit du canon. Ils ont dit: "Quel est ce bruit, comme le tonnerre?". Puis le canon est venu sur les habitants de Malacca, certains ont perdu leur cou, certains ont perdu leurs bras, certains ont perdu leurs cuisses. Les habitants de Malacca furent encore plus étonnés de voir l'effet du fusil. Ils ont dit : "Comment s'appelle cette arme qui est ronde, mais suffisamment tranchante pour tuer ?" ,. »

Asia Portuguesa de Manuel de Faria y Sousa a enregistré une histoire similaire, mais pas aussi spectaculaire que celle décrite dans Sejarah Melayu.

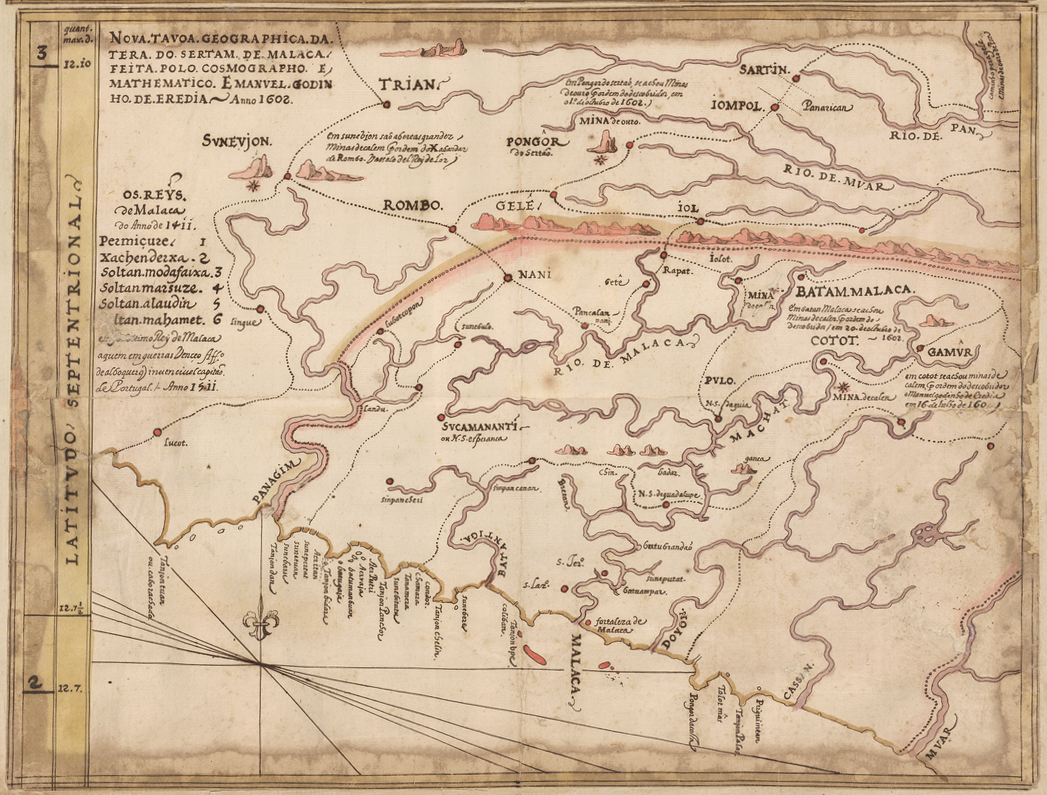
Carte portugaise de la région de Malacca.

Réfléchissant des décennies plus tard à quel point les Malais s'étaient débrouillés contre les Portugais à Malacca et ailleurs, le cartographe Manuel Godinho de Erédia a énuméré bon nombre des faiblesses de leurs troupes au sol. Parmi eux figuraient le manque de tactiques et de formations militaires ordonnées, la courte longueur des armes, le manque d'armure, le recours aux arcs et aux javelots et des fortifications inefficaces.

« Les forces armées des Malayos ne suivent pas la tactique militaire ordonnée de l'Europe : elles n'utilisent que des attaques et des sorties en formation de masse : leur seul plan est de construire une embuscade dans les sentiers étroits et les bois et des fourrés, puis attaquent avec un corps d'hommes armés: chaque fois qu'ils se préparent pour la bataille, ils s'acquittent mal et subissent généralement de lourdes pertes... Les armes qu'ils utilisent habituellement dans la guerre sont l'épée, bouclier, lance, des arcs et des flèches, et des sarbacanes avec des fléchettes empoisonnées. Aujourd'hui, à la suite de leurs relations avec nous, ils utilisent des fusils et des munitions. L'épée, une lame mesurant 5 palmo (110 cm) de longueur, est appelée pedang : comme l'épée turque, elle a un seul tranchant. Le poignard, appelé Cris, est une lame mesurant 2 palmo (44 cm) de longueur, et est fait d'acier fin; il porte un poison mortel; le fourreau est en bois, la poignée est en corne d'animal ou en pierre rare... La lance dite azagaya mesure 10 palmo de long (2,2 m) : ces lances sont très utilisés comme missiles. Il existe d'autres lances, jusqu'à 25 palmo (5,5 m) de long... Leur artillerie, en règle générale, n'est pas lourde ; autrefois, ils utilisaient des mortiers et des pierriers en divers métaux... Concernant l'emploi de l'artillerie parmi les Malayos, nous savons que lors de la conquête de Malacca en 1511, Afonso de Albuquerque captura beaucoup de petite artillerie, esmerils, falconets, et moyen- sacres de taille... Les forteresses et fortifications des Malayos étaient généralement des structures composées de terre et placées entre des montants de planches. On trouve quelques édifices en pierres taillées assemblées sans mortier ni poix... Dans ce style simple furent édifiés les principales forteresses et palais royaux... Ordinairement cependant, les indigènes utilisent des fortifications et des enceintes et des palissades en gros bois, dont il y a une grande quantité le long de la rivière Panagim sur la même côte... Ainsi, dans les temps anciens, leurs forteresses, en plus d'être faites simplement de terre, ont été construites sous une forme simple, sans les points militaires appropriés. »

— Declaraçam de Malaca e India Meridional com o Cathay par Godinho de Erédia, 1613,.
Comme les Malaccans n'avaient été initiés aux armes à feu que récemment après 1509, ils n'avaient pas adopté la pratique des villes européennes et indiennes de fortifier leur port. En tant que tels, ils comptaient sur les Gujaratis pour les aider à construire de telles défenses. Les Gujaratis ont entièrement géré les travaux de construction des fortifications de Malacca. Un capitaine gujarati qui voulait faire la guerre aux Portugais a fourni à Malacca des navires gujarati et promettant une aide de 600 combattants et 20 bombardes. Les autres défenseurs étrangers de Malacca étaient des Iraniens, qui étaient d'importants commerçants dans l'océan Indien.

## Conquête portugaise

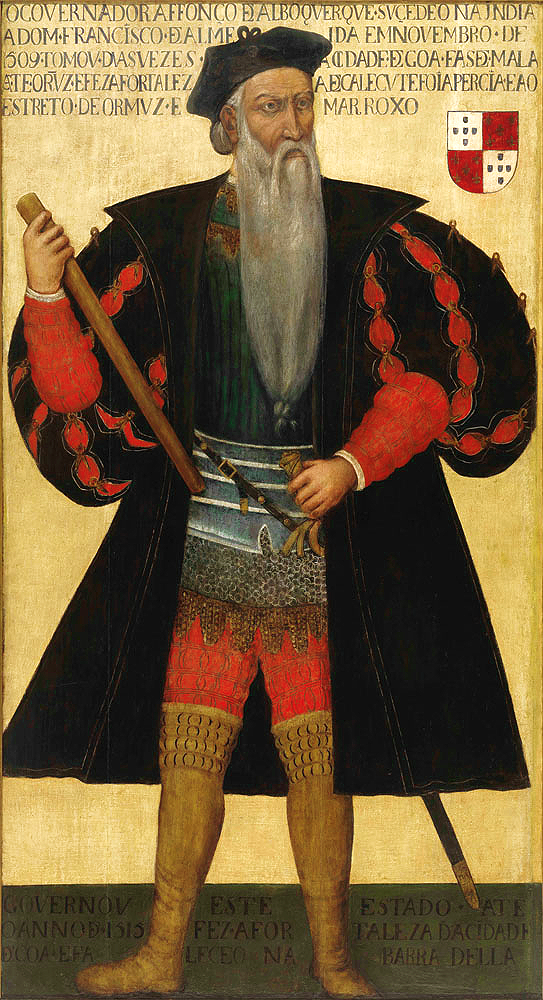
Afonso de Albuquerque, 2e gouverneur de l'Inde portugaise

Le 1er juillet, l'armada est arrivée à Malacca, sauvant ses canons et affichant des arrangements de combat, ce qui a provoqué une grande agitation dans le port. Albuquerque a déclaré qu'aucun navire ne devrait mettre les voiles sans sa permission et il a immédiatement tenté de négocier le retour en toute sécurité des prisonniers restants encore piégés à Malacca. Comme Albuquerque considérait la conduite du sultan comme une trahison, il a exigé que les prisonniers soient renvoyés sans rançon en gage de bonne foi, mais Mahmud Shah a répondu par des réponses vagues et évasives et a insisté pour qu'Albuquerque signe un traité de paix au préalable. En réalité, le sultan essayait de gagner du temps pour fortifier la ville et rappeler la flotte, dont l'amiral était identifié par les Portugais comme « Lassemane » (« laksamana », littéralement « amiral »).
Entre-temps, Albuquerque a continué à recevoir des messages du prisonnier Rui de Araújo, qui a informé Albuquerque de la force militaire du sultan, par l'intermédiaire de Nina Chatu. Le sultan pouvait rassembler 20 000 hommes, dont des archers turcs et persans, des milliers de pièces d'artillerie et 20 éléphants de guerre, mais il a noté que l'artillerie était rudimentaire et manquait d'artilleurs. Albuquerque lui-même rapportera plus tard au roi que seuls 4 000 d'entre eux étaient prêts au combat,.
Le sultan de son côté n'était pas trop intimidé par le petit contingent portugais. Albuquerque écrira plus tard au roi Manuel qu'à sa grande consternation, le sultan avait réussi à estimer correctement le nombre total de soldats à bord de sa flotte avec une marge d'erreur de « moins de trois hommes ». Ainsi, il resta dans la ville organisant sa défense, « ne réalisant pas le grand danger dans lequel il se mettait ».
Après des semaines de négociations au point mort, à la mi-juillet, les Portugais ont bombardé la ville. Surpris, le sultan relâcha promptement les prisonniers et Albuquerque en profita alors pour réclamer encore une lourde compensation : 300 000 cruzados et l'autorisation de construire une forteresse où il le souhaitait. Le sultan a refusé. Vraisemblablement, Albuquerque avait déjà anticipé la réponse du sultan à ce moment-là. Le gouverneur rassembla ses capitaines et révéla qu'un assaut aurait lieu le lendemain matin, 25 juillet, jour de Santiago.
Au cours des négociations, Albuquerque a reçu la visite de représentants de plusieurs communautés marchandes, comme les hindous, qui ont exprimé leur soutien aux Portugais. Les Chinois ont proposé d'aider de toutes les manières possibles. Albuquerque n'a demandé que plusieurs barges pour aider à débarquer les troupes, affirmant qu'il ne souhaitait pas que les Chinois subissent des représailles en cas d'échec de l'attaque. Il les a également invités à une galère pour regarder les combats en toute sécurité de loin, et a autorisé ceux qui souhaitaient partir de Malacca, ce qui a laissé aux Chinois une très bonne impression des Portugais.

### Premier assaut

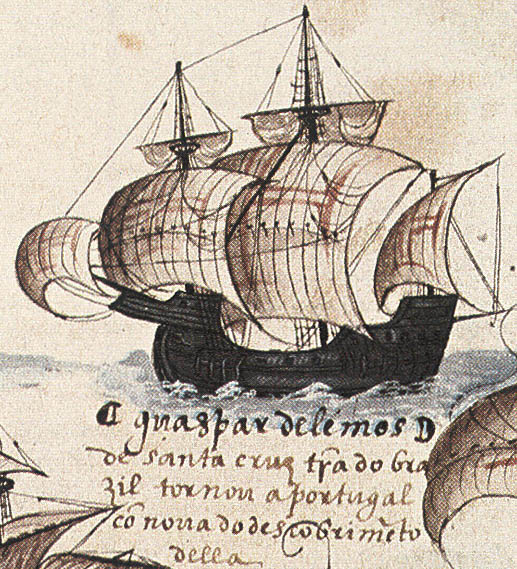
Caraque portugaise. La flotte portugaise a fourni un appui-feu aux troupes de débarquement avec sa puissante artillerie

Albuquerque a divisé ses forces en deux groupes, un plus petit sous le commandement de Dom João de Lima et un plus grand qu'il commandait personnellement. Le débarquement a commencé à 2 heures du matin. Pendant que la flotte portugaise bombardait les positions ennemies sur le rivage, l'infanterie ramait ses bateaux sur les plages de chaque côté du pont de la ville. Ils ont immédiatement essuyé des tirs d'artillerie depuis les palissades malaises, bien qu'ils aient été largement inefficaces.
Albuquerque a débarqué ses forces à l'ouest du pont, connu sous le nom d'Upeh, tandis que Dom João de Lima a débarqué du côté est, Hilir, où se trouvaient le palais du sultan et une mosquée. Une fois à terre, les Portugais ont jeté les pavés protecteurs des barges sur le sable pour marcher sur les caltrops et les mines de poudre dispersées tout autour.
Protégés par des casques et des cuirasses d'acier, et avec les « fidalgos » vêtus d'une armure de plaques complète en tête, les Portugais ont chargé les positions défensives malaises, brisant presque immédiatement toute résistance. Une fois les palissades surmontées, l'escadron d'Albuquerque a repoussé les défenseurs dans la rue principale et s'est dirigé vers le pont, où ils ont fait face à une résistance acharnée et à une attaque par l'arrière.
Du côté est, l'escadron de Dom João fait face à une contre-attaque du corps royal des éléphants de guerre, commandé par le sultan lui-même, son fils Alauddin et son gendre, le sultan de Pahang. Brièvement ébranlés, les fidalgos portugais levèrent leurs piques et attaquèrent l'éléphant royal, le faisant se détourner dans la panique, dispersant les autres éléphants et jetant les troupes qui suivaient dans le désarroi. Le sultan est tombé de son éléphant et a été blessé, mais a réussi à s'échapper au milieu de la confusion. Au milieu de la journée, les deux groupes portugais s'étaient rencontrés sur le pont, entourant les derniers défenseurs qui avaient sauté vers la rivière où ils avaient été interceptés par les équipages des barges de débarquement portugaises. Le pont étant sécurisé, les Portugais ont levé des bâches pour protéger l'infanterie épuisée du soleil intense. L'assaut a cependant été annulé lorsqu' Albuquerque s'est rendu compte à quel point ils manquaient de provisions et a ordonné aux troupes de s'embarquer à nouveau, mettant le feu au palais royal et à la mosquée en cours de route.
Pour empêcher les Malais de reprendre position sur le pont, le lendemain les Portugais s'emparèrent d'une jonque, l'armèrent d'artillerie, qui comprenait des canons à chargement par la culasse à tir rapide et de très longues piques pour l'empêcher d'être percutée par des radeaux incendiaires, et la remorquèrent vers le pont. À l'embouchure, elle s'est échouée et a immédiatement essuyé un feu nourri; son capitaine, António de Abreu, a reçu une balle dans le visage mais était implacable de son poste, déclarant qu'il commanderait le navire depuis son lit de malade si nécessaire.

### Deuxième assaut

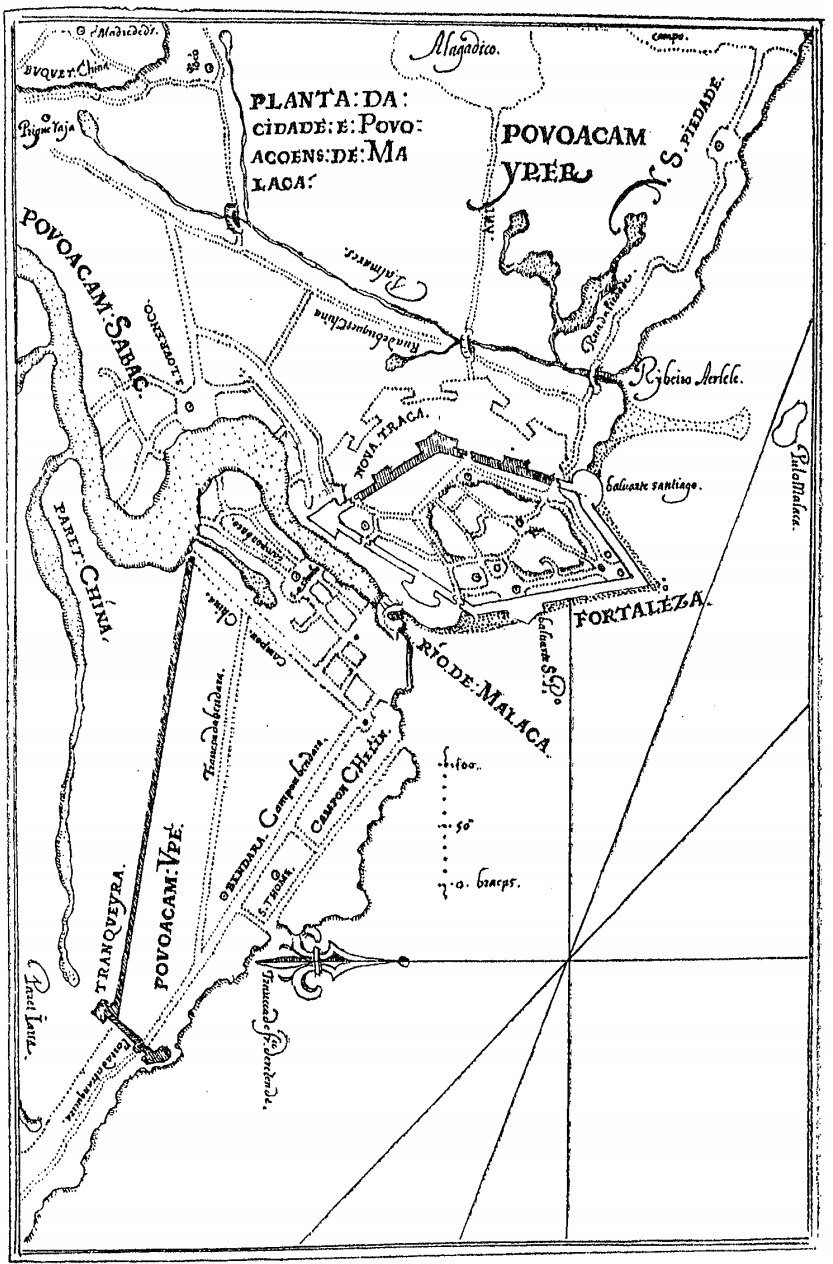
Carte portugaise de la ville de Malacca (avec le nouvel ensemble de murs construit en 1564)

Le 8 août, le gouverneur tient un conseil avec ses capitaines dans lequel il invoque la nécessité de sécuriser la ville afin de couper le flux d'épices vers Le Caire et La Mecque via Calicut et d'empêcher l'islam de s'installer. Pour cet assaut, Albuquerque a débarqué l'intégralité de sa force, divisée en trois groupes, sur le côté ouest de Malacca - Upeh - soutenu par une petite caravelle, une galère et des barges de débarquement armées comme des canonnières. Alors que la jonque était délogée par la marée montante du matin, attirant le feu des défenseurs alors qu'elle naviguait vers le pont, le débarquement commença, tandis que l'armada bombardait la ville. Une fois à terre, les Portugais ont à nouveau rapidement surmonté les défenses malaises et ont repris le pont, alors dépourvu de défenseurs. De chaque côté, les Portugais ont érigé des barricades avec des barils pleins de terre, où ils ont placé de l'artillerie. Du côté est, un escadron a procédé à l'assaut de la mosquée, qui a de nouveau brisé les défenseurs après une longue lutte.
Avec le pont fortifié et sécurisé avec suffisamment de provisions, Albuquerque a ordonné à quelques escadrons et à plusieurs  fidalgos  de courir dans les rues et de neutraliser les emplacements de canons malais sur les toits, abattant tous ceux qui leur résistaient, avec la perte de nombreux civils.
Le 24 août, alors que la résistance du sultan diminuait, Albuquerque décida de prendre le contrôle total de la ville, commandant 400 hommes en rangs de 6 hommes de large dans les rues, au son des tambours et des trompettes, éliminant toutes les poches de résistance restantes. Selon Correia, les Malais étaient très effrayés par les lourdes piques portugaises « qu'ils n'avaient jamais vues auparavant ».
L'opération de nettoyage a duré 8 jours. Incapable de s'opposer davantage aux Portugais, le sultan rassembla son trésor royal et ce qui restait de ses forces et se retira finalement dans la jungle.

### Sac

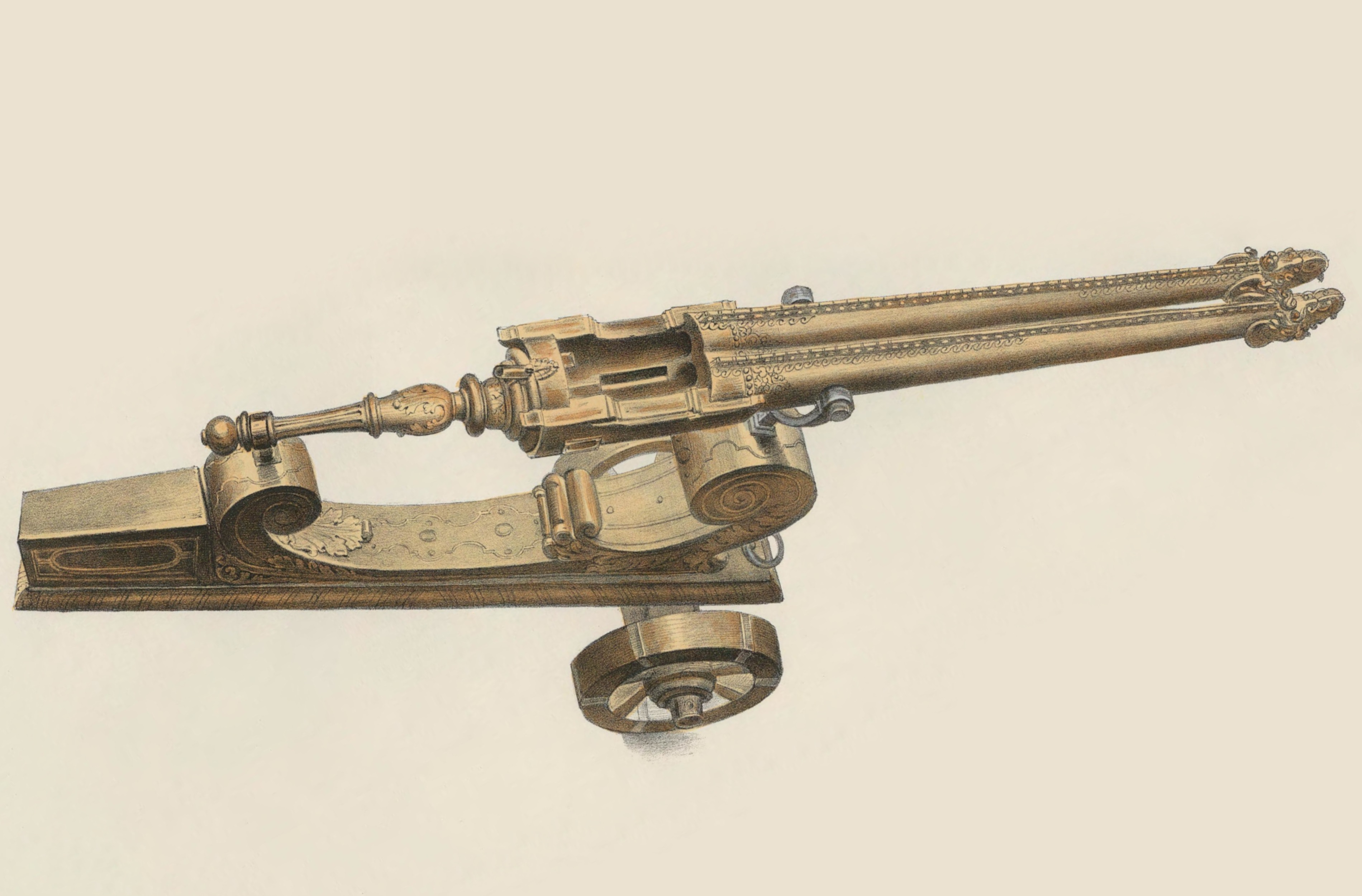
Un canon des Indes orientales (précisément Java), ca. 1522.

La ville étant sécurisée, Albuquerque ordonna le sac de Malacca, de la manière la plus ordonnée possible. Pendant trois jours, du matin à la tombée de la nuit, les groupes ont eu un temps limité pour courir à tour de rôle vers la ville et retourner à la plage avec tout ce qu'ils pouvaient rapporter. Il leur était strictement interdit de saccager la propriété des Chinois, des Hindous et des Peguans, qui avaient soutenu les Portugais et avaient reçu des drapeaux pour marquer leurs foyers. La population générale de Malacca était indemne. Le pillage fut immense : plus de 200 000 cruzados revinrent à la Couronne ainsi que 3 000 bombardes de bronze et de fer et plusieurs esclaves. Les canons retrouvés étaient de divers types : esmeril (1/4 à 1/2-pistol2-arme pivotante de livre, fait probablement référence à cetbang  ou lantaka), falconet (arme pivotante en bronze coulé plus gros que l'esmeril, 1 à 2 livres, fait probablement référence à lela) et saker (canon long ou culverinentre six et dix livres, fait probablement référence àmeriam), et bombarde (canon court, gros et lourd):46. Les Malais ont aussi 1 beau gros canon envoyé par le roi de Calicut:47,:22. Les fondeurs malaccans ont été comparés favorablement à ceux d'Allemagne, qui étaient alors les leaders reconnus dans la fabrication d'armes à feu, et les affûts malaccans ont été décrits comme sans égal par aucun autre pays, y compris le Portugal. Les Portugais ont également capturé 3000 des 5000 mousquets qui avaient été fournis par Java :96.
Selon Correia, les soldats réguliers ont reçu plus de 4 000 cruzados chacun, les capitaines jusqu'à 30 000 ; A l'époque, 1 000 cruzados équivalaient à peu près au revenu annuel d'un Comte au Portugal. Albuquerque a récupéré de l'expédition un tabouret incrusté de bijoux, quatre lions d'or et même un bracelet en or qui aurait la propriété magique d'empêcher le porteur de saigner. Il a estimé que les deux tiers de la richesse de la ville est restée.

## Conséquences
L'opération a coûté 28 morts aux Portugais, plus de nombreux blessés. Malgré le nombre impressionnant de pièces d'artillerie et d'armes à feu de Mahmud Shah, elles étaient largement inefficaces. La plupart des victimes portugaises ont été causées par des flèches empoisonnées.
Le sultan a été expulsé, mais n'était pas hors du combat. Il se retira à quelques kilomètres au sud de Malacca, à l'embouchure de la rivière Muar où il rencontra l'armada et installa son campement, attendant que les Portugais abandonnent la ville une fois qu'ils auraient fini de la saccager.

### Forteresse

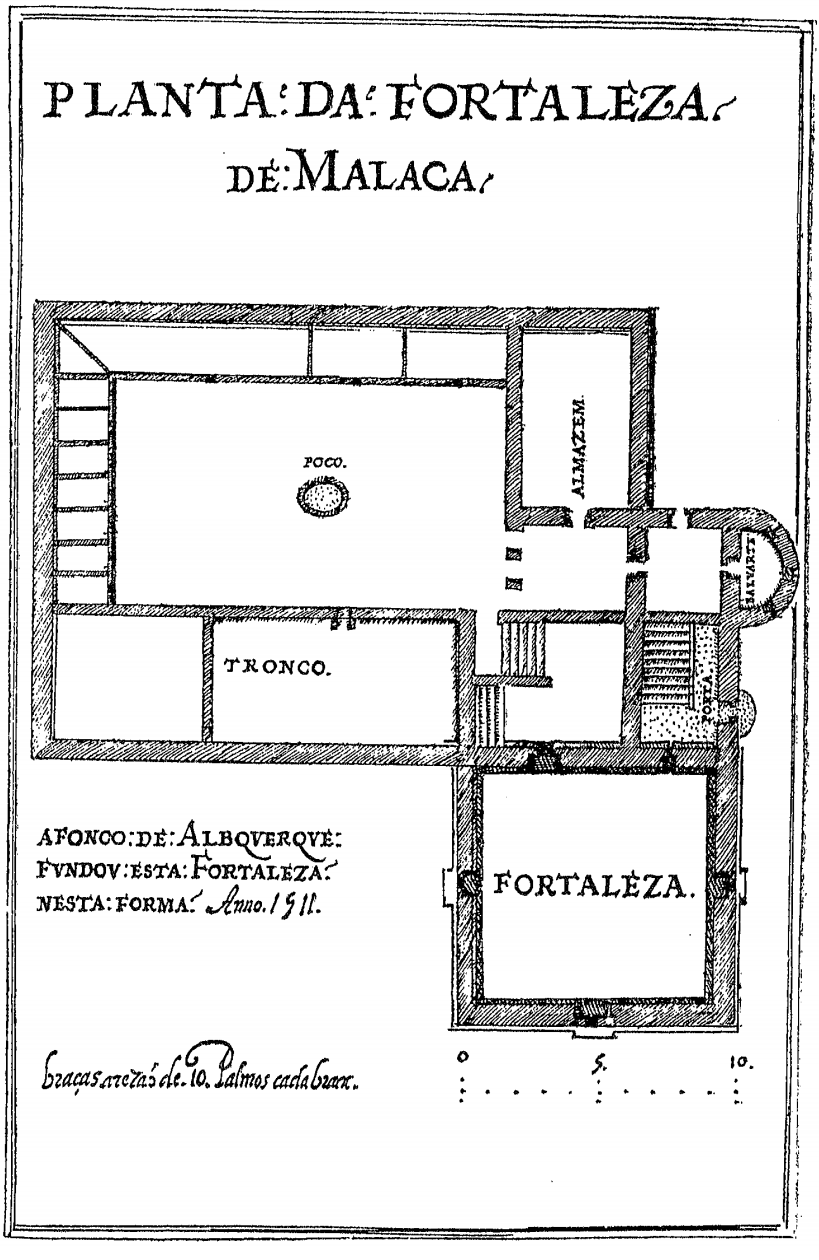
Plan d'étage de la forteresse d'origine construite en 1511

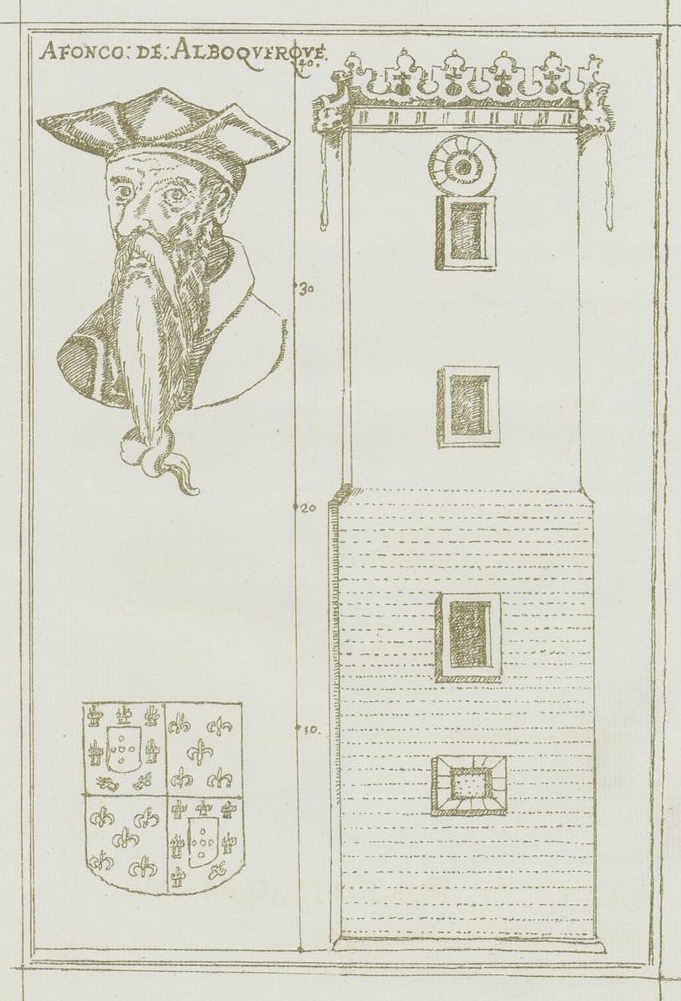
« A Famosa » proprement dit, le nom de la forteresse au donjon d'une hauteur inhabituelle

Contrairement aux espoirs du sultan Mahmud Shah, Albuquerque ne souhaitait pas simplement saccager la ville, mais la conserver définitivement. À cet effet, il ordonna la construction d'une forteresse près du rivage, connue sous le nom de A Famosa, en raison de son donjon inhabituellement haut, de plus de dix-huit mètres/59 pieds de haut. La pierre a été apportée par des navires car il n'y en avait pas assez dans la ville pour son achèvement. Il avait une garnison de 500 hommes, dont 200 étaient affectés au service à bord des 10 navires laissés en arrière comme flotte de service de la forteresse. Après la conquête, les Portugais ont trouvé un sépulcre (tombe taillée dans la roche) sous le sol, dont les pierres ont été utilisées pour construire la forteresse. Des pierres supplémentaires provenaient des murs et des fondations de la mosquée de Malacca,.

### Administration et diplomatie
Lorsque les hostilités ont cessé, Albuquerque s'est immédiatement rendu compte que le maintien d'une ville aussi éloignée dépendrait grandement du soutien que les Portugais pourraient recueillir de la population locale et des politiques voisines. Il assura aux habitants qu'ils pourraient poursuivre leurs affaires normalement. Nina Chatu a été nommée nouvelle Bendahara de Malacca et représentante de la communauté hindoue. Les communautés javanaise, lusong et malaise ont également leurs propres magistrats (bien que le représentant javanais, Utimuta Raja, soit exécuté et remplacé peu de temps après pour avoir conspiré avec le sultan en exil). Le procès d'Utimuta Raja a été le premier acte de justice des Portugais effectué à Malacca selon la loi romaine, avec laquelle « le peuple de Malacca a été beaucoup soulagé de ce tyran, et nous a considérés comme des gens de beaucoup de justice ».
Une nouvelle monnaie a été frappée avec le soutien de Nina Chatu et un défilé a été organisé dans les rues de la ville, au cours duquel les nouvelles pièces ont été lancées des bols d'argent à la population du haut de onze éléphants. Deux hérauts ont proclamé les nouvelles lois, l'un en portugais et l'autre en malais, suivis par les troupes portugaises marchant derrière, jouant des trompettes et des tambours, « au grand étonnement des habitants », comme le dit Correia.
Des missions diplomatiques ont été envoyées au Pegu et Siam pour trouver des alliés, ainsi que de nouveaux fournisseurs de denrées alimentaires vitales comme le riz, pour remplacer les Javanais, qui étaient hostiles aux Portugais. Albuquerque avait déjà envoyé un émissaire, Duarte Fernandes, au Siam en juillet, alors que l'assaut sur la ville était toujours en cours, et un échange de diplomates s'assura du ferme soutien du roi de Siam, qui méprisait Mahmud Shah. Le Royaume de Pegu a également confirmé son soutien aux Portugais et en 1513 des jonques sont arrivées du Pegu pour faire du commerce à Malacca.
Pendant qu'il est resté dans la ville, Albuquerque a reçu des envoyés et des ambassadeurs de nombreux royaumes malais et indonésiens (qui comprenaient même le gendre du sultan Mahmud, le sultan de Pahang), avec des cadeaux dédiés au roi du Portugal.

Les Portugais ont récupéré une grande carte d'un pilote maritime javanais, qui selon Albuquerque affichait : 

« ...le Cap de Bonne-Espérance, le Portugal et la terre du Brésil, la Mer Rouge et la Mer de Perse, les îles Clou de girofle, la navigation des Chinois et du Gom, avec leurs rhumbs et routes directes suivies par les navires, et l'arrière-pays, et comment les royaumes se bordent. Il me semble. Monsieur, que c'était la meilleure chose que j'aie jamais vue, et Votre Altesse sera très heureuse de le voir ; il y avait des noms écrits en javanais, mais j'avais avec moi un Javanais qui savait lire et écrire. J'envoie cette pièce à Votre Altesse, que Francisco Rodrigues a tracée de l'autre, dans laquelle Votre Altesse peut vraiment voir d'où viennent les Chinois et les Gores, et le cap que vos navires doivent prendre vers les îles Clove, et où se trouvent les mines d'or, et les îles de Java et Banda. »

— Lettre d'Albuquerque au roi Manuel Ier du Portugal, 1er avril 1512.
Certaines des informations suggèrent que des adaptations avaient déjà été faites sur la base de cartes portugaises pillées de la feitoria en 1509. Avec une telle connaissance, les Portugais ont appris le chemin vers les légendaires «îles aux épices », et en novembre, Albuquerque a organisé une expédition de trois naus et 120 hommes pour les atteindre, sous le commandement d'António de Abreu, qui était auparavant aux commandes de la jonque. Il a été le premier Européen à naviguer dans l'océan Pacifique.
Quand Albuquerque quitta Malacca en janvier 1512, les habitants pleurèrent son départ. Autour de la pointe nord-ouest de Sumatra, la flotte a fait face à une tempête qui a détruit le vaisseau amiral d'Albuquerque, le Flor do Mar, avec la perte de documents, une lettre officielle du roi de Siam et le butin et les cadeaux destinés au roi Manuel, à l'exception d'un grand rubi, d'une épée décorée et d'un gobelet en or envoyés par le roi de Siam que l'équipage a réussi à récupérer.
En 1513, Jorge Álvares partirait de Malacca et arriverait à Canton, prenant finalement contact avec la Chine.

### Défense de Malacca et sort de Mahmud Shah

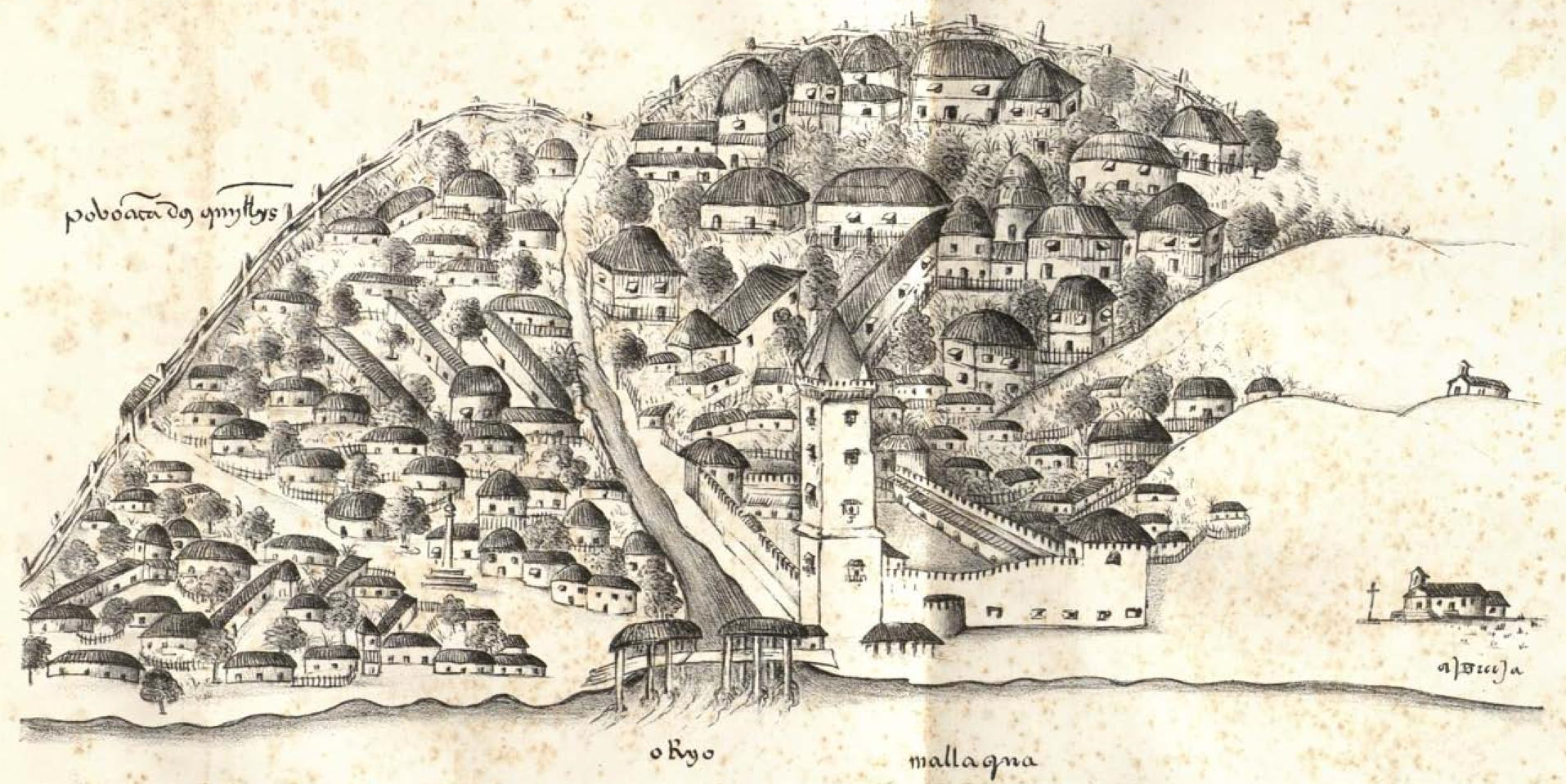
Dessin portugais de Malacca vers 1550–1563.

Peu de temps après le départ d'Albuquerque, la ville subit un harcèlement de la part des forces de Mahmud Shah, mais à ce moment-là, les Portugais pouvaient compter sur plus de 500 hommes fournis par les habitants de la ville pour les aider à repousser l'attaque. En mai, les Portugais, avec plus de 2000 alliés locaux sous le commandement de Gaspar de Paiva, ont forcé le sultan à quitter son campement près de la rivière Muar. Mahmud Shah se retira alors au Sultanat de Pahang, où il évita de peu une tentative d'assassinat. Ensuite, il a déménagé à Bintan, une île-royaume au sud-est de Singapour qu'il a usurpée pour faire la guerre aux Portugais à Malacca, harcelant la ville, son commerce et sabotant leurs relations diplomatiques avec la Chine, jusqu'à ce que les Portugais aient finalement dévasté Bintan en 1526, le rendant à son dirigeant légitime et vassalisant le royaume. Mahmud Shah s'est ensuite retiré à Kampar, Sumatra et y a dirigé un gouvernement en exil jusqu'à sa mort en 1527. Son fils, Alauddin, fondera ensuite le Sultanat de Johor, et développera des relations plus ou moins pragmatiques avec les Portugais.